# Joachim Transehe von Roseneck

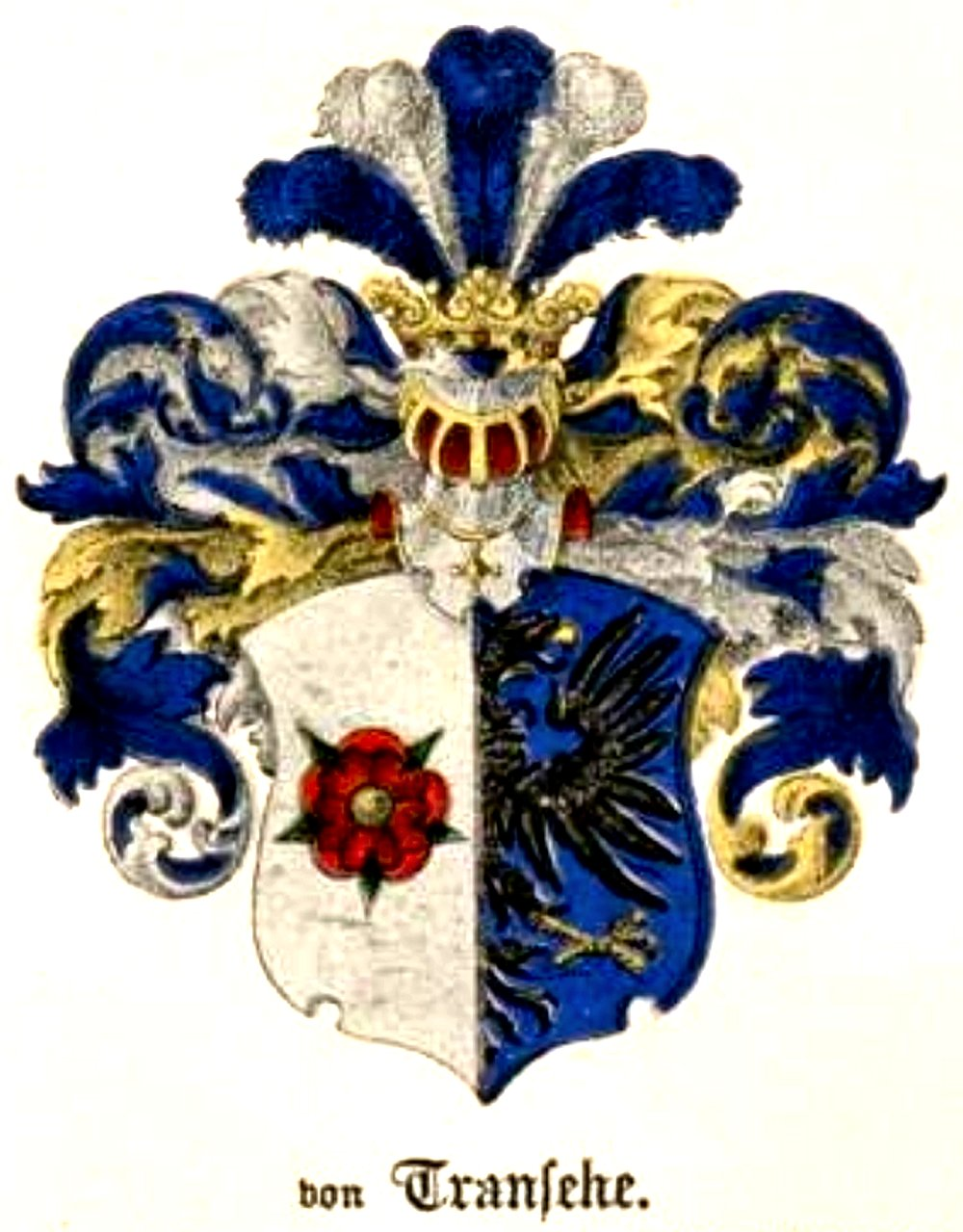
Wappen der Adelsfamilie Transehe

Joachim Transehe von Roseneck (auch Joakim Transehe-Roseneck, *9. September 1589 in Gramsden(Kurland); † 6. Dezember 1673 in Eke (Schweden)), Herr auf Kroppenhof (Livland) und Eke (Schweden) war ein deutsch-baltischer Jurist, Diplomat und Politiker.

## Leben
Joachim studierte 1605 an der Albertus-Universität Königsberg Rechtswissenschaft. 1612 wurde er Kanzlist bei dem brandenburgischen Gesandten in Bayreuth. Danach wurde er Sekretär auf dem Reichstag zu Warschau. 1619 wurde er zum Rat des Herzogs Julius Ernst von Braunschweig berufen. Er trat danach in den dänischen und Ende der 1620er Jahre in den schwedischen Staatsdienst ein. 1631 war er schwedischer Hofrat und Gesandter am Königshof in Berlin. In dieser Eigenschaft war er gemeinsam mit Graf Matthias Turn im Mai Verhandlungsführer bei dem Kurfürsten Georg Wilhelm von Brandenburg, um mit diesem ein Bündnis mit dem schwedischen König Gustav II. Adolph auszuhandeln. Diese Verhandlungen führten im Juni 1631 zum Anschluss Brandenburgs an Schweden. Joachim vertrat dann Schweden, in den schwierigen Jahren 1631–1638, in Berlin; sein diplomatisches Geschick brachte ihm auf beiden Seiten große Anerkennung entgegen. 1638 wurde er als Geheimer Hofrat in die schwedische Regierung Pommerns versetzt. Am 9. Oktober 1641 wurde er unter dem Namen „von Roseneck“, für den schwedischen Adel, nobilitiert und unter der Nummer 269 in das schwedische Adelsmatrikel eingetragen. In den nachfolgenden Jahren leitete Joachim noch mehrere diplomatische Missionen in Berlin, lebte aber überwiegend auf seinem Gut. Er war auch seit 1642 reger Teilnehmer an den Reichsratversammlungen in Stockholm und ab 1644 Ausschussmitglied.

## Gesandter in Brandenburg
Als Gesandter hatte Joachim von Roseneck nicht nur staatspolitische Missionen auszuführen, sondern auch private Anliegen des brandenburgischen Kurfürsten zu behandeln. Wie die Urkunden und Aktenstücke (hier auszugsweise) zur Geschichte des Kurfürsten Friedrich Wilhelm von Brandenburg belegen, handelte es sich dabei um:
- Instruktion für den Kammerherrn Axel Åkesson zu seiner Sendung an den Kurfürsten 1641 (Vorsichtiges Eingehen auf brandenburgische Annäherungsversuche. Entfernung der Königinwitwe aus Dänemark)
- Pacta sive Recussus de futura conditione, inprimis mansione et sustentatione s. Maj. Reginae Dominae Matris ac Viduae 1642 (Vertrag über den Aufenthalt der Königin-Mutter in den Landen des Kurf.)
- Kanzler v. Götzen an Joachim Transehe von Roseneck (Heiratsangelegenheit)
- Kanzler v. Götzen an Joachim Transehe v. Roseneck 1643 (Werbung um die Königin)
- Libellus memorialis pro Joachim Transehaeo, concernes mandata S.R.M. tis ad Electorem Brandenburgicum 1643 (Verhandlungen mit dem Kurf. Anzustreben über die allgemeinen Friedensbedingungen: Amnestie; Restitution in den Stand 1618; Satisfaktion in Geld oder Land (Pommern oder Magdeburg und Halberstadt, Erfurt, Hafen in Mecklenburg)).
- Joachim Transehe v. Roseneck an den Reichstruchseß Per Brahe 1643 (Enttäuschung des Kurf. Über die vereitelte Begegnung mit Oxenstierna)
- Der Kurfürst an Hofrat Joachim Transehe von Roseneck 1643 (Transehe wird mit der Fortsetzung der Werbungsverhandlungen beauftragt)
- Der Kurfürst an die Vormünder der Königin 1643
- Der Kurfürst an den Reichskanzler 1643 (Bittet um Befürwortung der Transehe mitgegebenen Aufträge)
- Der Kurfürst an den Reichsmarschall Grafen Jakob De la Gardie 1643 (Rekommendation der Transehe mitgegebenen Aufträge)
- Assistenzrat[4] Johann Nicodemi Lillieström an die Vormundschaftsregierung 1644 (Rückgabe von Frankfurt und Krossen an den Kurf.)
- Eingabe des brandenburgischen Gesandten E. v. Kleist 1649

## Herkunft und Familie
Als Stammvater der schwedischen Familienlinie – die nur eine Generation ausfüllte und bereits mit seinem Sohn Gustav Adolph (* 1634 in Berlin; † 1710 in Tuna, Schweden) in männlicher Linie erlosch – stammte er aus dem deutsch-baltischen Adelsgeschlecht Transehe-Roseneck. Sein Vater war der Prediger und Beisitzer im fürstlichen Konsistorium des Herzogtums Kurland und Semgallen Gerhard Transehe. Joachim heiratete 1623 in erster Ehe Anna von Loije aus Brabant († 1624). Das Paar hatte einen Sohn:
- Johan Jost von Transehe (1624–1673)

In zweiter Ehe heiratete er 1632 Magdalena Roseneck (1615–1675), Tochter des Brandenburgischen Hofrats Jakob Philipp Roseneck. Aus dieser Ehe erwuchsen:
- Joakim Hendrik von Transehe (1633 in Berlin – 1688 auf Eke)
- Gustav Adolf Transehe von Roseneck (* 1634 in Berlin; † 1710 in Tuna (Schweden)), Herr auf Ecke, Bålsta und Råby, Assessor ⚭ Margarethe Magdalena Rudbeckia (1671–1757)
- Johan Fredrik von Transehe (* 1639), Regimentsquartiermeister
- Christina Cecilia von Transehe ⚭ Johan Hindersson nobilitierter Axehielm, Kunsthistoriker
- Christina Eleonora ⚭ Gerhard Lilliecrantz, Kapitän
- Margareta Hedwig von Transehe (1651–1709) ⚭ Grönskog, Kapitän
- Magdalena Catarina von Transehe (* 1651) ⚭ 1) Lars Laurelius, nobilitierter Lagersköld, Major; 2) Anders Sigfridson Vaaghals, nobilitierter Granatla, Major; 3) Casper Goes, Oberstleutnant
- Anna Catarina von Transehe (* 1642) ⚭ 1) Christopher Djurfelt, Kapitän; 2) Johan Wraang, Major; 3) Carl Christterson Svinhufvud af Qvalstad, Kapitän
- Helena (* 1644)

## Besitzungen
1641 überließ der Besitzer von Kroppenhof, der Landrichter Ludwig Hintelmann, dem Hofrat Joachim Transehe dieses Gut. Königin Christine von Schweden anerkannte 1653 Johachim Transehe von Roseneck als Besitzer von Kroppenhof. Die Gebrüder Joachim Heinrich und Gustav Adolph von Roseneck, denen auch Ecke und Roseneck gehörte, verpfändeten Kroppenhof im Jahre 1670 dem Dettmar Steffens und Philipp Leuenstein für 4000 Taler. Später gehörte dieses Gut der Krone und wurde 1760 von der Zarin Elisabeth dem General Graf Tschernyschow geschenkt, der es dem Geheimrat Otto Hermann von Vietinghoff verkaufte.